# السدرة (مسلسل)
السدرة مسلسل قطري من إنتاج تلفزيون قطر 1999. 

## قصة المسلسل
السدرة، شجرة توجد في حديقة بيت عائلة عبد الله الذي أحبها ولم يرد قطعها منذ أن سكن البيت، ولديه أربع شباب وبنت، وهو يعمل في شركة، وبعد الظهر يعمل عند صاحب له لكي يكفي حاجة عياله، ويذهب الأب إلى الحج ويتعرض لحادث مما يفقده الذاكرة ومرض الشلل، حيث أنه لا يستطيع التعرف على عائلته وتضيع العائلة بكاملها، الأخ الكبير يتعرض لحادث ويموت، والأصغر يمشي في طريق المخدرات وأصدقاء السوء، والثالث يهاجر لكي يتابع دراسته خارج الوطن، والصغير يترك المدرسة ويعمل سائق تاكسي، والفتاة تتزوج من رجل كبير في السن ولديه أموال، والأم حائرة بين ظروف أولادها ومشاكلهم وتعرضهم لحوادث، حيث الفتاة تدخل مشفى المجانين بسبب إيذاء زوجها لها ولعائلتها، وفي النهاية تقوم الأم بقص الشجرة وإصلاح أحوال أولادها جميعهم.

## الممثلين
- علي ميرزا
- هلال محمد
- هدية سعيد
- جاسم الأنصاري
- فريد الجابري
- عادل الأنصاري
- أحمد مفتاح
- في الشرقاوي
- عبد الواحد محمد
- عبد الله غيفان
- عبد الله حامد
- سعد الكواري
- جواد حاجي
- أحمد الفضالة
- طاهر الشريف
- فاطمة إسماعيل
- جمال محمد
- محمد سالم
- حسين أحمد
- راشد الشيب
- راشد سعد
- حسين العبيدلي
- محمد العبيدلي
- عبد اللطيف عبد الله